# Tolypeutes tricinctus
Tatu ba đai Brazil (tên khoa học Tolypeutes tricinctus) là một loài tatu trong họ Dasypodidae đặt hữu của Brazil, nơi mà nó được biết đến như là tatu-bola (nghĩa là tatu trái bóng). Là một trong hai loài tatu (loài kia là tatu ba đai phía nam) có thể cuộn thành một quả bóng. Nó đã bị suy giảm 30% số lượng trong 10 năm qua.

## Phạm vi
Như tên gọi của nó, nó là loài bản địa của Brazil, sống chủ yếu ở phía đông của nước này, ngay phía nam của đường xích đạo. Chúng hiếm khi được tìm thấy về phía tây của kinh tuyến 50° độ Tây.

## Đe dọa
Hệ phòng thủ của tatu ba đai Brazil làm cho nó an toàn trước phần lớn động vật ăn thịt. Nhưng báo sư tử và báo đốm Mỹ đủ mạnh để trở thành mối đe dọa nhỏ của loài này. Mối nguy hiểm thực sự của chúng là sự phá hủy môi trường sống để nhường chỗ cho chăn nuôi gia súc.

## Hình ảnh

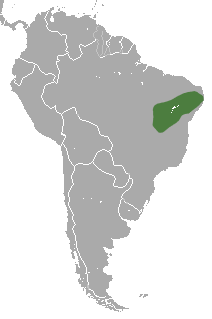
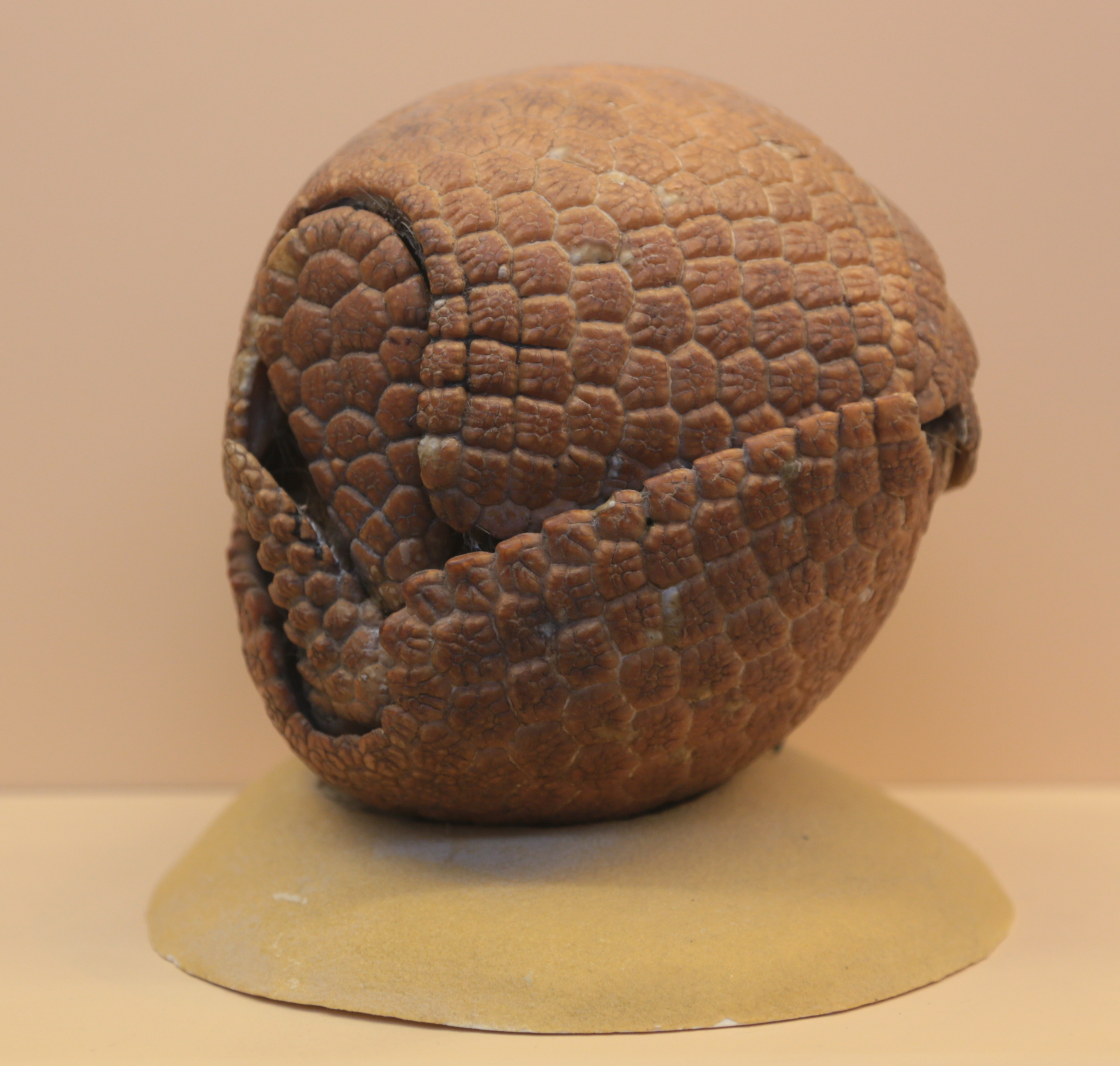
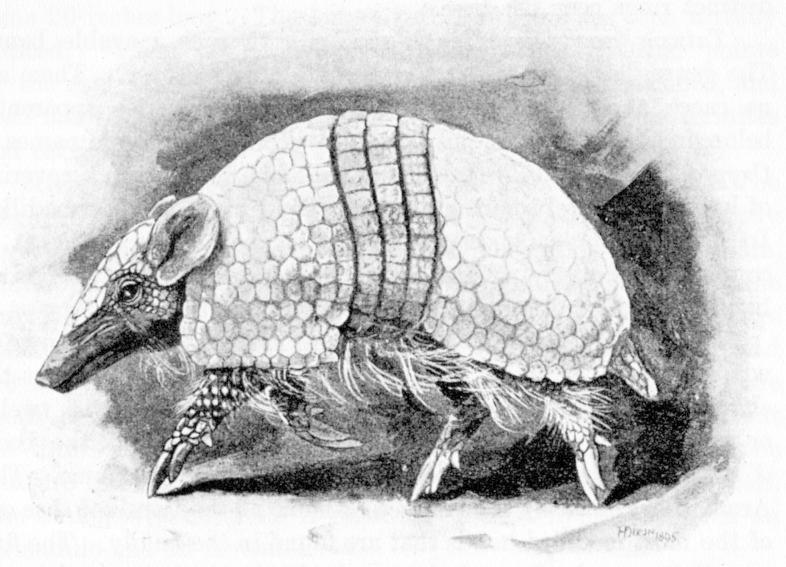
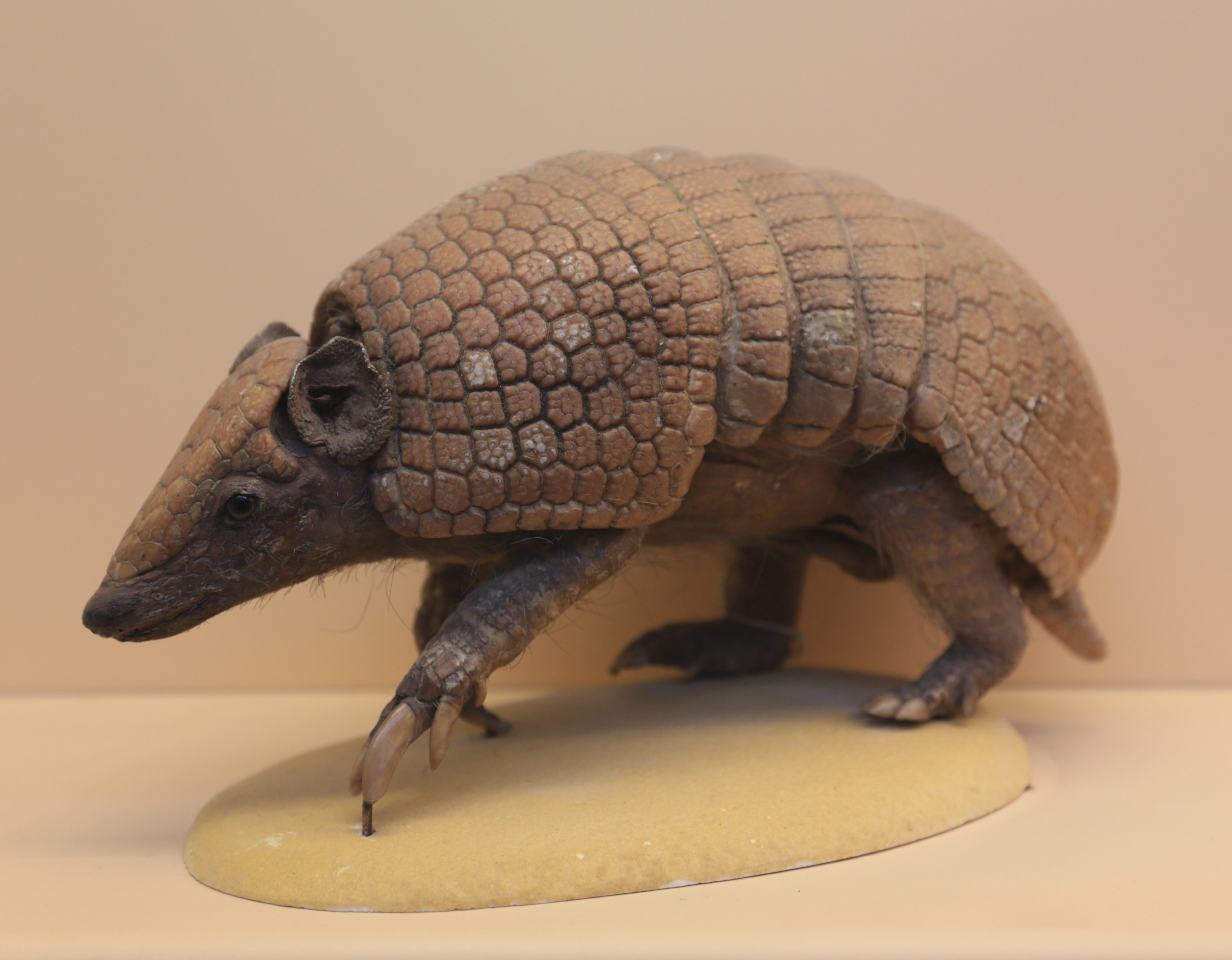

## Linh vật World Cup 2014
Hiệp hội Caatinga, một tổ chức bảo vệ môi trường Brazil, tháng 1 năm 2012 ra mắt một chiến dịch đề xuất tatu ba đai trở thành linh vật của World Cup 2014. Vào tháng 3 năm 2012, tuần báo Brazil, Veja, thông báo tatu ba đai sẽ là linh vật chính thức cho World Cup 2014 được tổ chức bởi Brazil. Thông báo chính thức vào tháng 9 năm 2012.